# دیوید اس. اچ. رزنتال
دیوید اس.اچ. رزنتال (به انگلیسی: David S. H. Rosenthal) دانشمند علوم رایانه آمریکایی-بریتانیایی است.
او مدرک کارشناسی ارشد خود را از ترینتی کالج کمبریج دریافت کرد و مدرک دکترای خود را هم از دانشگاه امپریال در لندن دریافت کرد. در دهه ۱۹۸۰ او به همراه جیمز گوسلینگ مشغول به کار بر روی پروژه اندرو در دانشگاه کارنگی ملون شدند.
در سال ۱۹۸۵، به شرکت سان مایکروسیستمز پیوست سیستم پنجره‌ای قابل گسترش تحت شبکه به نام NeWS را به همراه گوسلینگ گسترش داد و به همراه او کتابی در این زمینه نوشت. در سال ۱۹۸۸ راهنمای قراردادهای ارتباط بین کلاینتی را برای سیستم پنجره‌ای اکس توسعه داد و یک پتنت در مورد امنیت سیستم اکس را به نام خود ثبت کرد. در ۱۹۹۳ او چهارمین کارمند انویدیا شد و سپس در سال ۱۹۹۶ به شرکت Vitria Technology پیوست. در ۱۹۹۹ مجدداً وارد شرکت سان شد و در آنجا یک مهندس برجسته بود. او تبدیل به یکی از دانشمندان ارشد پروژه LOCKSS، ابتدا در سان و از سال ۲۰۰۲ در دانشگاه استنفورد شد. تحقیقات او در مورد تکنیک‌های حفاظت درازمدت از ذخیره‌سازی داده‌های رایانه‌ای هستند او ۲۵ پتنت را در اختیار خود دارد.